# Rhipidura threnothorax
El abanico del matorral (Rhipidura threnothorax) es una especie de ave paseriforme de la familia Rhipiduridae nativa de las tierras bajas de Nueva Guinea y algunas islas menores circundantes.

## Subespecies
Se reconocen dos subespecies:
- Rhipidura threnothorax fumosa Schlegel, 1871 - se encuentra únicamente en la isla de Yapen;
- Rhipidura threnothorax threnothorax  Muller,S , 1843 - propia de Nueva Guinea, islas Aru y Raja Ampat;